# Valea Enei, Neamț
Valea Enei este un sat în comuna Oniceni din județul Neamț, Moldova, România.
În localitatea Valea Enei a existat, pentru o perioadă de 10 ani, până în 2013, o fabrică de avioane ușoare, care ulterior a fost închisă din cauza lipsei un aerodrom de testare. În acești 10 ani în localitate s-au fabricat 103 avioane.